# Rhabditidae
Famille
Genres de rang inférieur
- Bursilla
- Caenorhabditis
- Diploscapter
- Macramphis
- Mesorhabditis
- Neorhabditus
- Parasitorhabditus
- Pelodera
- Poikilolaimus
- Protorhabditis
- Rhabditis
- Rhabditoides
- Rhabditophanes
- Rhitis
- Teratorhabditis

Les Rhabditidae (Rhabditidés en français) sont une famille de nématodes de l'ordre des Rhabditida.
C"est une famille dont l'espèce Caenorhabditis elegans est un éminent membre de laboratoire concernant de nombreuses études expérimentales.

## Liste des sous-familles et genres
Selon NCBI (26 mars 2011) :
- genre Bursilla
- genre Curviditis
- genre Heterorhabditidoides
- sous-famille Mesorhabditinae
  - genre Cruznema
  - genre Mesorhabditis
  - genre Teratorhabditis
- sous-famille Peloderinae
  - genre Caenorhabditis
  - genre Pellioditis
  - genre Pelodera
- sous-famille Protorhabditinae
  - genre Prodontorhabditis
- sous-famille Rhabditinae
  - genre Crustorhabditis
  - genre Cuticularia
  - genre Oscheius
  - genre Rhabditella
  - genre Rhabditis
- unclassified Rhabditidae
  - genre Choriorhabditis
  - genre Distolabrellus
  - genre Parasitorhabditis
  - genre Phasmarhabditis
  - genre Poikilolaimus
  - genre Protorhabditis
  - genre Rhabditoides

Selon World Register of Marine Species (26 mars 2011) :
- genre Diploscapter Cobb, 1913
- genre Eudiplogaster Paramonov, 1952
- genre Pellioditis Dougherty, 1953
- genre Rhabditis

Selon ITIS (26 mars 2011) :
- genre Bursilla Andrassy, 1976
- genre Caenorhabditis
- genre Cruznema Artigas, 1927
- genre Diploscapter
- genre Macramphis
- genre Mesorhabditis Osche, 1952
- genre Neorhabditus
- genre Parasitorhabditus
- genre Pellioditis Doughtery, 1953
- genre Pelodera
- genre Poikilolaimus
- genre Protorhabditis
- genre Rhabditis
- genre Rhabditoides
- genre Rhabditophanes
- genre Rhitis Andrassy, 1982
- genre Teratorhabditis

## Aperçu des espèces
- Bursilla
  - Bursilla monhysteria (Butschli, 1873)
- Caenorhabditis
  - Caenorhabditis brenneri
  - Caenorhabditis briggsae
  - Caenorhabditis dolichura
  - Caenorhabditis elegans
  - Caenorhabditis rara
- Diploscapter
  - Diploscapter bicornis
  - Diploscapter coronata (Cobb, 1893)
  - Diploscapter lycostoma
  - Diploscapter pachys
- Macramphis
  - Macramphis stercorarius
- Mesorhabditis
  - Mesorhabditis acris
  - Mesorhabditis irregularis
  - Mesorhabditis oschei
  - Mesorhabditis spiculigera
- Neorhabditus
  - Neorhabditus flagellicaudatus
- Parasitorhabditus
  - Parasitorhabditus acuminati
  - Parasitorhabditus crypturgophila
  - Parasitorhabditus obtusa
  - Parasitorhabditus opaci
- Pelodera
  - Pelodera chitwoodi (Bassen, 1940)
  - Pelodera conica
  - Pelodera kolbi
  - Pelodera punctata (Cobb, 1914)
  - Pelodera strongyloides
  - Pelodera teres (Schneider, 1866)
  - Pelodera voelki
- Poikilolaimus
  - Poikilolaimus micoletzkyi
  - Poikilolaimus piniperdae
- Protorhabditis
  - Protorhabditis anthobia
  - Protorhabditis minuta
  - Protorhabditis tristis
  - Protorhabditis xylocola
- Rhabditis
  - Rhabditis aberrans
  - Rhabditis marina
  - Rhabditis maxima
  - Rhabditis sylvatica
  - Rhabditis terricola
- Rhabditoides
  - Rhabditoides frugicola
  - Rhabditoides giardi
  - Rhabditoides inermis
  - Rhabditoides longispina
- Rhabditophanes
  - Rhabditophanes aphodii
  - Rhabditophanes insolitus
  - Rhabditophanes schneideri
- Rhitis
  - Rhitis inermis Andrassy, 1982
- Teratorhabditis
  - Teratorhabditis boettgeri
  - Teratorhabditis coroniger
  - Teratorhabditis dentifera